# Савельєв Володимир Олексійович
Володимир Олексійович Савельєв (14 березня 1937, Петропавловськ, Казахська РСР) — радянський і український кінорежисер, сценарист, продюсер, актор. Заслужений діяч мистецтв Чуваської АРСР (1971). Народний артист Абхазької АРСР (1975). Народний артист України (2002).

## Життєпис
Закінчив Одеський політехнічний інститут (1960) i кінорежисерський факультет Інституту імені Карпенко-Карого (1966, мастерська Віктора Івченка).
Режисер Київської кіностудії імені О. Довженка, автор науково-популярних, документальних і ігрових фільмів. Зіграв ряд епізодичних кіноролей. Співпродюсер фільму «Вперед, за скарбами гетьмана!» (1993).

## Фільмографія[6][7]

### Актор
- 1958 — «На зеленій землі моїй» (епізод)
- 1959 — «Мрії здійснюються» (епізод)
- 1963 — «Сорок хвилин до світанку»
- 1965 — «Хочу вірити»

### Режисер
- 1965 — «Хочу вірити» (другий режисер)
- 1966 — «Та, що входить у море» (у співавт. з Л. Осикою)
- 1969 — «Діалоги»
- 1970 — «Сеспель»
- 1972 — «Балада про мужність» (документальний)
- 1974 — «Білий башлик»
- 1977 — «Запрошення до танцю» (також співавт. сцен. з В. Зуєвим)
- 1978 — «Дивертисмент» (також сценарист)
- 1979 — «Вигідний контракт» (4 с.)
- 1980 — «Скарбничка» (2 с., у співавт. з М. Григор'євим)
- 1984 — «Звинувачення»
- 1984 — «Капітан Фракасс»
- 1991 — «Пам'ятай» (в рос. прокаті «Ізгой») (також сценарист, продюсер)
- 2002 — «Таємниця Чингісхана» (також співавт. сцен. з I. Драчом)

## Нагороди та відзнаки
- Заслужений діяч мистецтв Чуваської АРСР (1971)
- Народний артист Абхазької АРСР (1975)
- Народний артист України (2002)
- Орден «За заслуги» III ступеня (2008)[8]